# Раумер, Фридрих Людвиг Георг фон
Фридрих Людвиг Георг фон Ра́умер (нем. Friedrich Ludwig Georg von Raumer; 14 мая 1781, Вёрлиц — 14 июня 1873, Берлин) — германский историк.
Член Берлинской академии наук (1827—1847), иностранный член французской Академии моральных и политических наук. 

## Биография
Родился в семье камердиректора. Окончил Йоахимстальскую гимназию в Берлине, затем изучал государственное, камеральное право и политологию в университетах Гёттингена и Галле. Завершил обучение в 1801 году, с 1804 года был стажёром при суде в Курмарке. С августа 1806 по май 1809 года был главой камерального департамента в Вустерхаузене. С 1809 года поступил на работу в потсдамское правительство, с 1810 года поступил на работу в прусское министерство финансов, через несколько месяцев стал секретарём канцлера, но вскоре вступил в конфликт с властями и оставил государственную службу. В 1811 году получил докторскую степень от Гейдельбергского университета, почти сразу же заняв кафедру истории и политологии в Бреславльском университете; в 1815—1817 годах совершил несколько образовательных поездок по германским государствам, Италии и Швейцарии, в 1818—1819 годах избирался ректором университета. В 1819 году перешёл в Берлинский университет, где четырежды избирался деканом факультета искусств, был его ректором в 1822/1823 и 1842/1843 учебных годах, несколько раз предпринимал образовательные поездки за рубеж. В отставку вышел в 1859 году.
С 1827 года был членом Берлинской академии наук и секретарём историко-философского отделения, но в 1847 году был вынужден отказаться от этих званий вследствие неудовольствия короля по поводу произнесённой им в академии речи в честь Фридриха Великого. В 1848 году был членом франкфуртского парламента (поддерживал правых и идею прусского превосходства над другими германскими государствами); после его падения вернулся в Берлин состоял членом первой прусской палаты. Получил известность своей общественной деятельностью и, в частности, усилиями по созданию народных читален, а также неоднократными конфликтами с властями; многие его политические брошюры оказывались запрещены к печати (в частности, в 1822 году он прочитал речь о необходимости установления конституционной монархии).
Его работа Geschichte der Hohenstaufen und ihrer Zeit (Лейпциг, 1823—1825; 5-е издание — 1878) восхваляла немецкое средневековье. Основанный на обширном изучении источников, этот главный труд Раумера давал живое изображение как лиц, так и условий того времени. Более поздние его работы, по мнению исследователей, страдают отсутствием критики. Приложение ко второму тому сочинений Раумера «Beiträge zur neuern Geschichte aus dem Britischen Museum und Reichsarchiv» (Лейпциг, 1836—1839), озаглавленное «Russland von 1704—1740», составлено по дипломатическим донесениям, хранившимся в лондонском архиве; по архивным же документам составлен том III, касающийся отчасти России и озаглавленный «Europa vom Ende des siebenjährigen bis zum Ende des amerikanischen Krieges, 1763—83». Извлечения, сделанные Раумером из архивных актов, по мнению авторов ЭСБЕ, не отличаются беспристрастием, особенно когда речь идёт о России. В журнале Раумера «Historisches Taschenbuch» (с 1830 года) были помещены, кроме ряда статей по истории России, донесения иностранных агентов, бывших в России в XVIII века.
Другие работы его авторства: «Sechs Dialoge über Krieg und Handel» (Гамбург, 1806), «Vorlesungen über die alte Geschichte» (Лейпциг, 1821, 3-е издание — 1861), «Ueber die geschichtliche Entwickelung der Begriffe von Recht, Staat und Politik» (Лейпциг, 1826, 3-е издание — 1861), «Ueber die preussische Städteordnung» (Лейпциг, 1828), «Briete aus Paris zur Erläuterung der Geschichte des XVI и XVII J.» (Лейпциг, 1831), «Geschichte Europas seit dem Ende des XV Jahrhunderts» (Лейпциг, 1832—1850), «Die Vereinigten Staaten von Nordamerika» (Лейпциг, 1845). «Briefe aus Frankfurt und Paris 1848—49» (Лейпциг, 1849), «Historisch-politische Briefe über die geselligen Verhältnisse der Menschen» (Лейпциг, 1860), «Handbuch zur Geschichte der Litteratur» (Лейпциг, 1864—1866), «Litterarischer Nachlass» (Берлин, 1869). Собрание речей и статей Рацмера вышло под заглавием «Vermischte Schriften» (Лейпциг, 1852—1854); автобиография — в «Lebenserinnerungen und Briefwechsel» (Лейпциг, 1861).

## Награды
Королевства Пруссия:
- Орден Красного орла 4-го класса (1841)[6][7]
- Орден Красного орла 3-го класса с бантом (1852)[8]
- Орден Красного орла 2-го класса с дубовыми листьями (1860); бриллиантовые знаки к ордену
- Орден «Pour le Mérite» в науке и искусстве (1863)[9]

Прочих государств:
- Орден Леопольда I кавалерский крест (1842, королевство Бельгия)[10]
- Орден Почётного легиона кавалерский крест (1843, Вторая французская империя)
- Орден Леопольда I офицерский крест (1852,королевство Бельгия)
- Орден Максимилиана «За достижения в науке и искусстве»  (1853, королевство Бавария)[11]
- Орден Полярной звезды рыцарский крест (1856, королевство Швеция)